# Izeron
Izeron ist eine französische Gemeinde mit 781 Einwohnern (Stand: 1. Januar 2022) im Département Isère in der Region Auvergne-Rhône-Alpes. Sie gehört zum Arrondissement Grenoble und zum Kanton Le Sud Grésivaudan. Die Einwohner werden Izeronnais genannt.

## Geographie
Izeron liegt etwa 33 Kilometer westsüdwestlich von Grenoble an der Isère, die die Gemeinde im Westen begrenzt, in der historischen Landschaft Dauphiné. Umgeben wird Izeron von den Nachbargemeinden Têche und Beaulieu im Norden, Cognin-les-Gorges im Norden und Nordosten, Malleval-en-Vercors im Osten und Nordosten, Rencurel im Osten und Südosten, Saint-Pierre-de-Chérennes im Süden sowie Saint-Sauveur im Westen. 

## Bevölkerungsentwicklung
| Jahr                       | 1962 | 1968 | 1975 | 1982 | 1990 | 1999 | 2006 | 2018 |
| -------------------------- | ---- | ---- | ---- | ---- | ---- | ---- | ---- | ---- |
| Einwohner                  | 533  | 513  | 494  | 554  | 570  | 609  | 713  | 739  |
| Quellen: Cassini und INSEE |      |      |      |      |      |      |      |      |

## Sehenswürdigkeiten

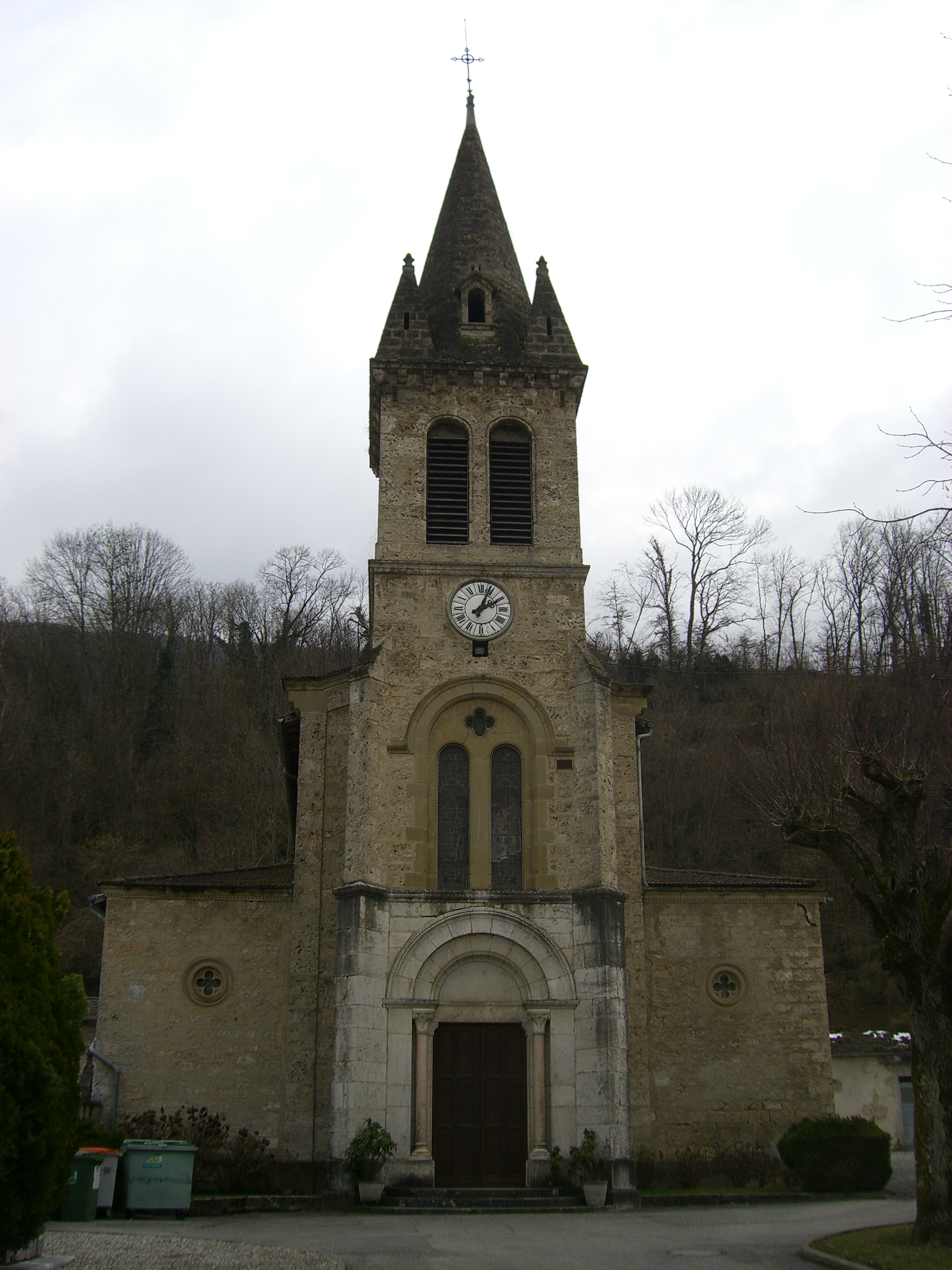
Kirche Saint-Jean-Baptiste

- Kirche Saint-Jean-Baptiste